# TheTVDB
TheTVDB.com er en database over tv-programmer og film. Alt indhold og alle billeder på webstedet er brugerbidrag. Databasen og webstedet er open source under GNU General Public License.

## Ekstern henvisning
- Officiel hjemmeside

| Internet | Spire Denne internet-relaterede artikel er en spire som bør udbygges. Du er velkommen til at hjælpe Wikipedia ved at udvide den. |